# Глан, Клаус
Клаус Глан (нем. Klaus Glahn, 23 марта 1942, Ганновер, Германия) — немецкий дзюдоист, двукратный призёр Олимпийских игр, многократный призёр чемпионатов мира, четырёхкратный чемпион Европы, многократный чемпион Германии. Обладатель 8-го дана  

## Биография
Родился в 1942 году. Занялся дзюдо в старших классах.
В 1963 году неожиданно завоевал титул чемпиона Европы.
Выступал  на Летних Олимпийских играх 1964 года в Токио. Боролся в открытой весовой категории. В его категории боролись 9 спортсменов. Соревнования велись по круговой системе в трёх группах. Три победителя группы выходили в полуфинал; четвёртый определялся в круговом турнире из борцов, занявших второе место в группах.
Глан победил своих соперников в группе (во второй встрече его соперник снялся с соревнований) и вышел в полуфинал. В полуфинале проиграл японцу Акио Каминаге, и остался с бронзовой медалью.
В 1965 году в первый раз стал чемпионом Германии. В 1967 году стал чемпионом Европы в команде, а на чемпионате мира завоевал серебряную медаль. Также останавливался в шаге от мирового «золота» в 1969 и 1971 годах.
Выступал  на Летних Олимпийских играх 1972 года в Мюнхене. Боролся и в супертяжёлом (свыше 93 килограммов) весе, и в открытой весовой категории. В открытой категории остался пятым; в супертяжёлом весе завоевал серебряную медаль, проиграв в финале Виллему Рюске, который завоевал звание чемпиона и в открытой категории, и в супертяжёлом весе.
Закончил карьеру в большом спорте в 1979 году.
С 1970 по 1975 год был главой учебного центра дзюдо в Вольфсбурге. С 1982 по 1985 года был вице-президентом Федерации дзюдо ФРГ. С 1985 по 1988 был президентом Федерации дзюдо Германии и вице-президентом Европейской ассоциации дзюдо. Утверждается, что был вынужден покинуть пост из-за финансовых махинаций. С 1988 по 1990 год был директором олимпийской базы. Затем был до 1996 года был одним из менеджером группы компаний Volkswagen и также покинул пост в связи с финансовыми нарушениями. С 2000 года — в политике. В 2007 году назывался лидирующим кандидатом от партии пенсионеров на предстоящих в 2009 году выборах в Европейский парламент.. Является бизнесменом, имел собственную торговую сеть по продаже спортивных товаров Romika, а после её слияния с Adidas продолжил сотрудничество уже с этим производителем.
Женат с 1965 года, имеет двух взрослых детей.
Журнал Black Belt в 1971 году отзывался о Глане следующим образом:

6 футов 2 дюймов роста крепкий немец один из тех борцов, кто не выглядит по-настоящему впечатляющим до тех пор, пока он не захватит отвороты дзюдоги соперника. Он настоящий террор на татами, и лицезреть его таи отоси — настоящее удовольствие. Быстрый и агрессивный электрик из Ганновера нечасто предпочитает борьбу в партере— https://books.google.ru/books?id=sdcDAAAAMBAJ&lpg=PA75&ots=ktEGHLKYYz&dq=klaus%20glahn%20judo&hl=ru&pg=PA75#v=onepage&q=klaus%20glahn%20judo&f=false

## Достижения
| Год  | Соревнование               | Категория          | Место |
| ---- | -------------------------- | ------------------ | ----- |
| 1963 | Чемпионат Европы           | свыше 80           |       |
| 1964 | Олимпийские игры           | Открытая категория |       |
| 1964 | German Open                | Открытая категория |       |
| 1965 | Чемпионат Германии         | Открытая категория |       |
| 1966 | British Open               | Открытая категория |       |
| 1966 | British Open               | свыше 93           |       |
| 1966 | Чемпионат Германии         | свыше 93           |       |
| 1966 | German Open                | свыше 93           |       |
| 1967 | British Open               | Открытая категория |       |
| 1967 | British Open               | свыше 93           |       |
| 1967 | Командный чемпионат Европы | до 93              |       |
| 1967 | Чемпионат мира             | Открытая категория |       |
| 1967 | German Open                | свыше 93           |       |
| 1967 | Чемпионат Германии         | свыше 93           |       |
| 1968 | German Open                | свыше 93           |       |
| 1968 | Командный чемпионат Европы | свыше 93           |       |
| 1968 | Чемпионат Европы           | свыше 93           |       |
| 1969 | Чемпионат Германии         | свыше 93           |       |
| 1969 | Чемпионат мира             | свыше 93           |       |
| 1969 | Чемпионат мира             | Открытая категория | 5     |
| 1969 | German Open                | свыше 93           |       |
| 1970 | Чемпионат Европы           | свыше 93           |       |
| 1970 | German Open                | свыше 93           |       |
| 1970 | Чемпионат Германии         | свыше 93           |       |
| 1971 | Чемпионат мира             | свыше 93           |       |
| 1971 | Чемпионат мира             | Открытая категория |       |
| 1972 | Чемпионат Германии         | свыше 93           |       |
| 1972 | Олимпийские игры           | свыше 93           |       |
| 1972 | Олимпийские игры           | открытая категория | 5     |
| 1973 | Чемпионат Германии         | свыше 93           |       |
| 1973 | Чемпионат мира             | Открытая категория |       |
| 1973 | Командный чемпионат Европы | свыше 93           |       |